# 육군교육훈련준칙발전지휘부
육군 교육 훈련 및 준칙 발전지휘부(중국어 정체자: 陸軍教育訓練暨準則發展指揮部, 영어: Army Education, Training and Doctrine Development Command)는 중화민국 육군에서 교육훈련 및 군사 교리 연구개발을 맡고 있는 기능전담 지휘부이다.

## 역사
1956년, 타이베이 위안산에서 육군계획연구위원회가 설립되었다.
1957년, 육군작전계획위원회로 개편하였다.
1960년, 육군연구발전위원회(陸軍研究發展委員會)와 합쳐져 육군작전발전감찰위원회이 재편되었다.
1964년, 육군작전발전사령부에 편입되었다.
1966년, 육군작전연구감찰위원회로 편제가 복원되었다.
1997년, 육군교육훈련 및 준칙발전 위원회로 개편되었다.
1999년, 육군전법 및 준칙발전 위원회로 개편되었다.
2004년, 육군 교육훈련 및 준칙발전사령부로 개편되었다.
2005년, 육군 교육훈련 및 준칙발전지휘부로 지위가 한단계 낮아졌다.

## 구조

### 지도부
- 지휘관 1명 중장
- 부지휘관 1명 소장
- 참모장 1명 상교
- 부참모장 1명 상교
- 정치작전(政戰)주임 1명 상교
- 사관독도장 1명 1등사관장

### 부서
- 행정종합처
- 작전모의처 (模擬)
- 작전연구발전처 (作戰研發)
- 준칙연구발전처 (準則研發)
- 교육훈련처
- 주계처

### 부대
- 육군부대 훈련 북구 연합시험장 "捷豹部隊" - 신주현 후커우향
- 육군부대 훈련 남구 연합시험장 "潼關部隊" - 타이난시 바이허구
- 육군부대 포병전력시험장 "精訓部隊" - 윈린현 더우류시
- 육군보병훈련지휘부(중국어:陸軍步兵訓練指揮部) "金湯部隊" - 가오슝시 펑산구
- 육군장갑병훈련지휘부(중국어:陸軍裝甲兵訓練指揮部) "精是部隊" - 신주현 후커우향
- 육군포병훈련지휘부(중국어:陸軍砲兵訓練指揮部) "湯山部隊" - 타이난시 융캉구
- 육군화생방핵훈련소(중국어:陸軍化生放核訓練中心) "花崗部隊" - 타오위안시 바더구
- 육군공병훈련소(중국어:陸軍工兵訓練中心) "金陵部隊" - 가오슝시 옌차오구
- 통신전자정보훈련소(중국어:陸軍通信電子資訊訓練中心) 겸 육군부대 통신병전력시험장 "虎嶺部隊" - 타오위안시 핑전구
- 육군후근훈련소(중국어:陸軍後勤訓練中心) "漢陽部隊" - 타오위안시 핑전구
- 공강훈련소 "大武部隊" - 핑둥현 핑둥시
- 특전훈련소 "麗陽營區" - 타이중시 허핑구

## 계보
- 1956년, 陸軍計畫研究委員會, 육군 계획 연구위원회
- 1957년, 陸軍作戰計畫委員會, 육군 작전 계획위원회
- 1960년, 陸軍作戰研究督察委員會, 육군 작전 연구 감찰위원회
- 1964년, 陸軍作戰發展司令部, 육군 작전발전사령부
- 1966년, 陸軍作戰研究督察委員會, 육군 작전 연구 감찰위원회
- 1997년, 陸軍教育訓練暨準則發展委員會, 교육 훈련 및 준칙발전위원회
- 1999년, 陸軍戰法暨準則發展委員會, 육군 전법 및 준칙발전위원회
- 2004년, 陸軍教育訓練暨準則發展司令部, 육군 교육 훈련 및 준칙발전사령부
- 2005년, 陸軍教育訓練暨準則發展指揮部, 육군 교육 훈련 및 준칙발전지휘부

## 같이 보기
- 해군교육훈련준칙발전지휘부
- 공군교육훈련준칙발전지휘부